# Рядовка червона
Рядовка червона (Tricholoma robustum (Alb. et Schw. ex Fr.) Rick.) — їстівний гриб з родини трихоломових — Tricholomataceae.

## Будова
Шапка 5-10(15) см у діаметрі, щільном'ясиста, напівсферична, опукло- або плоскорозпростерта, іноді з горбом, рожева, рудувато- або коричнювато-червонувата, оранжево-каштанова, нерівно забарвлена, луската. Пластинки прирослі, білі, згодом брудно-рожевуваті, червоно-плямисті. Спори (4)5-6 Х 2-3,5 мкм, гладенькі. Ніжка 6-8 Х 1,5-2,5 см, з вузьким кільцем, щільна, вгорі біла, нижче кільця кольору шапки. М'якуш білий, щільний, із сильним запахом свіжого борошна, при розрізуванні злегка рожевіє, згодом рудіє, приємний на смак.

## Поширення та середовище існування
В Україні росте на Поліссі та в Лісостепу у хвойних лісах, під соснами, на піщаних ґрунтах; у серпні — жовтні.

## Практичне використання
Добрий їстівний гриб. Використовують свіжим.